# フアン・テン
フアン・マヌエル・テン(Juan Manuel Then ,2000年2月7日 - ) は、ドミニカ共和国・サン・フランシスコ・デ・マコリス出身のプロ野球選手（投手）。右投右打。MLBのシアトル・マリナーズ所属。

## 経歴

### プロ入りとマリナーズ傘下時代
2016年にアマチュアFAでシアトル・マリナーズと契約してプロ入り。
2017年にドミニカン・サマーリーグ・マリナーズでプロデビューを果たし、13試合の先発で2勝2敗、防御率2.64を記録した。

### ヤンキース傘下時代
11月18日にニック・ランブローとのトレードでJP・シアーズと共にニューヨーク・ヤンキースに移籍した。
2018年は、ルーキー級のガルフ・コーストリーグ・ヤンキースでプレーした。11試合に先発して0勝3敗、防御率2.70の成績を残した。

### マリナーズ復帰
2019年6月15日にエドウィン・エンカーナシオンと金銭とのトレードでシアトル・マリナーズに移籍した。
2020年は、新型コロナウイルスの影響でマイナーリーグの試合が開催されなかったため、プレーしなかった。シーズン終了後にロースターに追加された。
2021年は、A+級のエバレット・アクアソックスでプレーした。14試合に先発して2勝5敗、防御率6.46を記録した。